# Joseph-Golven Tuault de La Bouverie
Joseph-Golven Tuault de La Bouvrie (15 de mayo de 1744, Ploërmel - 26 de agosto de 1822, Ploërmel) es un político francés, diputado a los Estados Generales de 1789, diputado de Morbihan bajo el Primer Imperio y la Restauración .

## Biografía
Hijo del maestro François-Marie Tuault de La Bouvrie, consejero del rey, senescal de la ciudad y policía de Ploërmel, estudió con los jesuitas de Vannes, fue admitido como abogado en el parlamento en 1766, y se convirtió en senescal de Ploërmel. Varias veces diputado de los Estados de Bretaña, se negó a permitir que se pidieran cartas de nobleza para él, preparó la redacción de la lista de agravios del tercero, y fue elegido, el 17 de abril de 1789, diputado del tercer estado del senescal de Ploërmel en los Estados Generales. Votó con la mayoría, desaprobó la destitución de Necker, leyó una protesta del municipio de Ploërmel contra la conducta del parlamento de Rennes, y propuso admitir el Día de la Federación del 14 de julio de 1790 las antiguas milicias de las provincias.
Afligido por la marcha de los acontecimientos, se alejó de las funciones públicas después de la sesión, fue arrestado como sospechoso bajo el Terror, escapó una noche de la prisión de las Ursulinas donde había sido encerrado. levantado, se escondió en el campo durante unos meses, luego, cansado de esta existencia, y procedente de la emigración, volvió a constituirse prisionero. “Llamamos a Tuault ante el comité, dice René Kerviler. - ¿Qué destino esperas de nosotros? ellos le dicen - ¡Libertad! respondió con orgullo. ¿Así que tienes un depósito? - Abre la ventana, respondió el preso, y pregunta al primer transeúnte si quiere ser fiador del ciudadano Tuault. Pasaba por la plaza un labrador de La Noe Verte, llamado Sebillot. Fue desafiado y aceptó esta peligrosa responsabilidad sin dudarlo. Tuault quedó libre y sus conciudadanos lo nombraron inmediatamente juez del tribunal de distrito y comandante de su caseta de vigilancia. »
Unos días más tarde, Prieur (de la Marne), que estaba depurando la administración de Morbihan, dio órdenes de arrestarlo; Tuault fue liberado solo después de más de cinco meses de detención. Fue nuevamente arrestado por cuarta vez ante el 9 Thermidor; estaba a punto de ser enviado ante el tribunal revolucionario de París, cuando Robespierre fue derrocado. Sus dos sobrinos, de Landivy-Tredion, habiendo sido tomados y fusilados en Quiberon, Tuault fue nuevamente comprometido, arrestado por quinta vez (Ventôse año IV), liberado después de un mes de prisión en Vannes, y puesto bajo vigilancia en esta ciudad.
El gobierno consular (Consulado (historia de Francia)) lo nombró consejero del distrito y, el 4 de Vendémiaire del año XIII, Tuault fue elegido, por el Senado conservador, diputado por Morbihan al Cuerpo legislativo (Consulado y Premier Empire (Cuerpo legislativo)]]; su mandato fue renovado el 3 de octubre de 1808; se convirtió, el mismo año, juez adjunto de paz de Ploërmel, luego caballero de la Légion d'honneur (6 de noviembre de 1810), y presidente del cantón.
Se sentó en el Cuerpo Legislativo hasta 1814 y fue reelegido bajo la Restauración (Restauración (historia francesa)) a la Cámara de Diputados (Cámara de Diputados (Restauración)). Fue nombrado caballero por Luis XVIII el 25 de noviembre de 1814, ascendido a Oficial de la Legión de Honor el 26 de enero de 1815 y nombrado al año siguiente , consejero general de Morbihan y presidente de la corte de Ploërmel a los 72 años. Miembro de varias sociedades literarias, publicó traducciones de obras y cuentos ingleses en verso.
Murió en el cargo. El epitafio que había compuesto para sí mismo estaba grabado en su lápida: "Al pasar, no lo pisotees, el que no ha pisoteado a nadie". »
Es el padrastro de François-Mathieu-Marie Dahirel.